# Abycendaua duplicata
Abycendaua duplicata är en skalbaggsart som först beskrevs av Bates 1881.  Abycendaua duplicata ingår i släktet Abycendaua och familjen långhorningar. Inga underarter finns listade i Catalogue of Life.